# Berberis paraspecta
Berberis paraspecta är en berberisväxtart som beskrevs av Ahrendt. Berberis paraspecta ingår i släktet berberisar, och familjen berberisväxter. Inga underarter finns listade i Catalogue of Life.